# Digitaria mollicoma
Digitaria mollicoma är en gräsart som först beskrevs av Carl Sigismund Kunth, och fick sitt nu gällande namn av Johannes Jan Theodoor Henrard. Digitaria mollicoma ingår i släktet fingerhirser, och familjen gräs. Inga underarter finns listade i Catalogue of Life.